# 徭役
徭役（法語：Corvée），或稱繇役、傜役，指政府規定人民承擔的義務勞動。其特点是不定期进行，通常每年只需工作一定的天数。東亞歷史上指律令制下派成年之健全男子為政府的勞動。包含兵役、夫役等。民眾必定服役，有官職、爵位或科舉資格者或許可以免役，有時亦可繳納一筆稅金，換取免役資格。
徭役在封建欧洲、现代和古代的埃及、古代苏美尔、古罗马、中国、日本、印加文明、亨利一世时期的海地以及美国占领时期的海地，直到20世纪60年代中期的葡萄牙非洲殖民地都曾存在。
法定劳役（英語：Statute labour）是由国家为了公共工程目的而强制执行的劳役。

## 历史

### 埃及

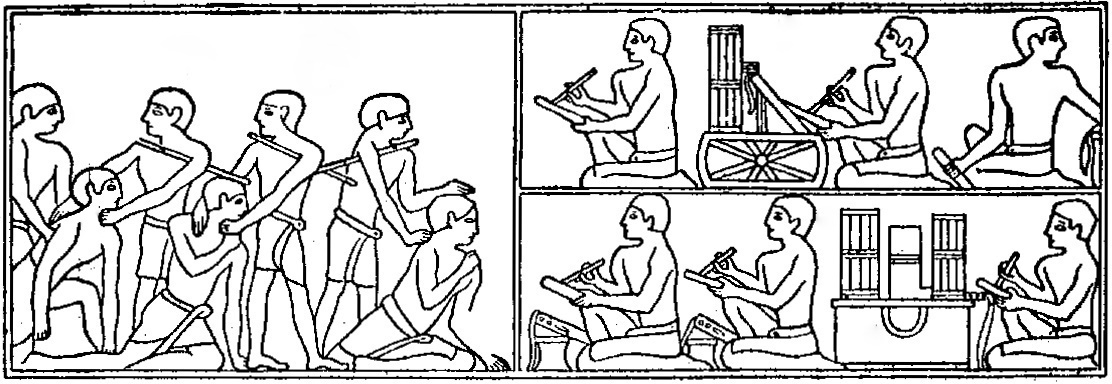
古王国时期因未缴纳税款而被强制征召的农民

从古王国时期（约公元前2613年，第四王朝）起，劳役被用于政府项目。在尼罗河泛滥时期，劳役被用于包括金字塔、神庙、采石场、运河、道路等在内的各种建设项目。
公元前1350年的阿玛尔奈书信，主要写给古埃及法老。其中有一封简短的信件专门讨论了劳役。在382封书信中，有一封来自米吉多的比里迪亚（Biridiya）的完好信件，题为《提供劳役》（Furnishing corvée workers）。
后来，在托勒密王朝时期，托勒密五世在公元前196年的《罗塞塔石碑法令》中列出了22项应受到表彰的成就以及为此给予他的十项奖励。其中靠近列表中间的一个较简短的成就如下：
他（法老）颁布法令：——禁止强迫水手服劳役。
这一声明暗示了强迫水手服劳役在当时是普遍的做法。
直到19世纪后期，许多埃及的公共工程项目，包括苏伊士运河，都是依靠劳役建造的。从法律上讲，这种做法在1882年大英帝国控制埃及后结束，因为英国原则上反对强制劳动，但劳役的废除被推迟到埃及偿还完外国债务之后。在19世纪，劳役发展成为一个全国性的计划。它常被用于短期项目，如建造灌溉工程和水坝。然而，尼罗河三角洲的地主们用从上埃及招募来的廉价临时劳工取代了劳役。因此，劳役只在少数地方继续存在，而且即使在这些地方，农民也常常抵制这种做法。随着埃及在1860年之后逐步现代化，劳役开始逐渐消失，并在1890年代完全废除。

### 欧洲
中世纪的欧洲，农业劳役并非完全无偿。按照惯例，劳役工人通常会得到少量的报酬，通常是现场提供饮食。劳役有时也包括军事征召，这个术语有时还被稍微扩展来指代强制征用军需物资；这种形式最常见的是「车役」（cartage），即领主有权要求提供运输车用于军事目的。
由于农业劳役通常在农民需要照顾自己田地的关键时期被领主要求执行——例如在播种和收获季节，因此引发了严重的不满。到16世纪，农业领域对劳役的依赖开始减少，逐渐被有偿劳动取代。然而，它在欧洲的许多地区仍然持续存在，直到法国大革命及其后的一段时间。

#### 奥地利、神圣罗马帝国和德国
农奴租佃（Socage）对哈布斯堡君主国及后来的奥地利帝国以及大多数属于神圣罗马帝国的德国诸邦来说至关重要。农民每年要被迫为贵族从事6个月艰苦的农业劳动。当现金经济（cash economy）得以建立时，农奴租佃逐渐被纳税所取代。
在三十年战争之后，对劳役的需求变得过于高涨，使得这一制度变得失效。它的正式衰落与神圣罗马帝国和哈布斯堡君主约瑟夫二世在1781年废除农奴制有关。然而，劳役制度继续存在，并且直到1848年革命时期才被废除，与此同时，贵族与普通民众之间的法律不平等也被取消了。
波希米亚（或捷克地域）是神圣罗马帝国以及哈布斯堡君主国的一部分，而劳役在捷克语中被称为“robata”。在俄语和其他斯拉夫语族的语言中，“robota”表示任何类型的工作，但在捷克语中，它专门指的是无偿的、非自由的劳动，也就是劳役或农奴劳动，或者苦工。这个捷克词汇被引入到德国的一部分地区，那里将劳役称为“Robath”，并在匈牙利称为“robot”。后来，捷克作家卡雷尔·恰佩克在他于1920年创作的戏剧《R.U.R.》中使用了这个词，他是在他的兄弟约瑟夫·恰佩克的建议下，为（最初是拟人化的）机器引入了“robot”这个词，指的是为其所有者无偿工作的机器。

#### 法国
在法国，劳役制度一直存在到1789年8月4日，也就是法国大革命爆发后不久。当时，它与法国地主的许多其他封建特权一起被废除。在那时，劳役通常主要用于改善道路。劳役制度引发了强烈的不满，助长了大革命前的普遍民怨。反革命运动在1824年、1836年和1871年复兴了劳役制度，改名为“预支劳动（prestation）”。每个身体健全的男子必须提供三天的劳力或等值的金钱，才能获得投票权。在新法兰西的封建制度下，劳役制度在英属北美地区继续存在。
1866年，在法国占领墨西哥期间，弗朗索瓦·阿希尔·巴赞元帅领导的法军建立了一个劳役制度，用于为公共工程提供劳力，以取代罚款制度。

#### 罗马尼亚公国
在罗马尼亚，劳役被称为。卡尔·马克思将多瑙河公国的劳役制度描述为一种前资本主义的强制性过度劳动形式。农民为了维持自身生计所需的劳动与他们为地主（在罗马尼亚语称为或）提供的剩余劳动是截然分开的。根据《有机条例》（Regulamentul Organic）中规定的劳役法典，农民每年需要为地主提供14天的劳役，但实际上，这14天的劳动量相当于42天，因为一天的工作被定义为生产一个平均日产品所需的时间，而这个平均日产品的定义非常狡猾，“甚至连独眼巨人也无法在24小时内完成”。
在1864年，多瑙河公国统一并形成摩尔达维亚和瓦拉几亚联合公国之后，进行了土地改革，这次改革废除了劳役制度，并使农民成为自由的土地所有者。原先的地主被承诺会得到补偿，这些补偿资金由农民在15年内缴纳。除了每年的费用，农民还必须以低于市场价值的价格支付新拥有的土地。然而，这些债务使许多农民回到了半农奴制的生活状态。

#### 俄罗斯帝国
在俄罗斯沙皇国和俄罗斯帝国，存在着一些永久性的劳役制度，称为（直译为“税务义务”），其中包括马车劳役（подводная повинность）、车夫劳役（ямская повинность）和住宿劳役（постоялая повинность）等。
在俄罗斯历史的背景下，劳役有时也用来指俄罗斯农奴为他们的土地上的俄罗斯地主贵族所执行的义务性劳动。虽然没有官方政府关于劳役时间的规定，但保罗一世在1797年的一项政令中描述了一周三天的劳役对土地所有者的需要是正常和足够的。
在中央黑土區，70-77%的农奴从事劳役，其余农奴则支付赋税。

### 海地
位于卡普艾西恩的独立海地王国在亨利·克里斯托夫的领导下对普通市民实施了劳役制度，用于修建大规模的堡垒以防范法国入侵。种植园主可以向政府支付费用，让劳役者为他们工作。这使得海地王国能够维持比位于南方太子港的亚历山大·佩蒂翁领导的海地共和国更强大的经济结构，后者实行了土地分配给劳动者的农业改革制度。
1915年美国占领海地，作为对门罗主义罗斯福推论的表达，美国武装部队实施了一项劳役制度，旨在改善基础设施。

### 中國
《韩非子·备内》：“徭役少则民安，民安则下无重权，下无重权则权势灭，权势灭则德在上矣。” 《後漢書.王符傳》：「聖人深知力者民之本，國之基也。故務省徭役。」
致使秦朝滅亡的大澤之變，就是因為徭役，陳勝、吳廣等人要趕赴漁陽（燕京）服役，因為天雨遲行，而秦朝法律規定兵役誤期者死，所以他們才起義造反。
汉朝法律中，每個成年健全男子，都需要服役。西漢時實行更役，當中包括兵役和力役两种。兵役分為正卒，一生服役一年，按地方性质分为骑士、军士、材官（步兵）和楼船，服役期满后可回家,若再遇战事还须临时服役。二是戌卒，一生服役一年。一种是在京师駐扎，称作卫士；另一种是在边郡駐扎，称为戌卒。另外如果不願意戍守边疆，可以按每月三百钱的标准雇人替代，叫做过更。三是徭役，每人每年须替郡县服劳役一个月，也称为更卒。不愿服役的须到县缴纳三百钱，作为县里雇人作工的费用。征调到其他郡县去服超期徭役的則稱為「外徭」，也有被罚超期服役的眥徭。
明代萬曆時，首輔張居正變法，力行「一条鞭法」，将徭役合并，徵收銀兩，從此皆徵銀為多。
清朝继承明朝之法，再无丁役等正役，只征收赋税及火耗，唯雜徭、夫役等雜役仍存在。

### 日本
在日本近世，存在一种类似劳役（corvée）的制度，称为“租庸调”（日語：租庸調）。在20世纪30年代，普遍存在从中国和朝鲜强制征用劳工到日本挖煤的现象。直到第二次世界大战结束。

## 现代
缅甸政府因使用劳役制度而广为人知，并在其官方报纸上为这一做法进行了辩护。
在不丹，传统的Driglam namzha制度要求公民从事工作，例如修建宗，以代替部分对国家的税收义务。
在卢旺达，拥有几个世纪历史的乌姆甘达社区劳动传统至今仍在继续，通常表现为每月的一个星期六，公民需要参与社区工作。
越南对18至35岁的女性和18至45岁的男性，每年强制征用10天的劳役，用于公共工程，称为「劳动义务」。然而，2006年，越南国会常务委员会废除了这一法令，实际上废除了越南的劳役制度。
在英国海外领地皮特凯恩群岛，这个只有大约50人且没有所得税或消费税的地区，有一套公共工作制度，所有身体健康的人在被召唤时都必须从事工作，如道路维护和公共建筑修缮。
自19世纪中后期以来，大多数国家已经将劳役限制在征兵（包括兵役或民役）或监狱劳动中。